# Gogoboua
Gogoboua est un village du Cameroun situé dans la région de l'Est et le département de la Kadey, à la frontière avec la République centrafricaine. Gogoboua fait partie de la commune de Kette et du canton de Baya-Ouest.

## Population
Lors du recensement de 2005, Gogoboua comptait 374 habitants dont 200 hommes et 174 femmes.
En 1965, on dénombrait 170 habitants à Gogoboua.

## Infrastructures
En 1965, le village est desservi par la route de Batouri à Boubara et à Berbérati.